# Pamela Bowen
Pamela Bowen is een Amerikaanse actrice.

## Biografie
Bowen begon in 1984 met acteren in de televisieserie Loving. Hierna heeft ze nog meerdere rollen gespeeld in televisieseries en televisiefilms zoals Days of our Lives (1986-1987), The Player (1992), Running the Halls (1993), Land's End (1995-1996) en Detroit Rock City (1999).
Bowen is in 1992 getrouwd met Paul Stanley (bandlid van KISS); ze hebben samen één zoon (1994). In maart 2001 zijn ze gescheiden vanwege onherstelbare verschillen.

## Filmografie

### Films
Uitgezonderd korte films.
- 2022 Hashtag Blessed: The Movie - als mrs. Thompson
- 2016 Opening Night - als ms. Wilt
- 2002 Julius Caesar – als Aurella
- 2000 Time Share – als ??
- 1999 Detroit Rock City – als Matmok luitenant
- 1995 Angel's Tide – als ??
- 1992 The Player – als Trixie
- 1991 Perry Mason: The Case of the Maligned Mobster – als Joanna Calder

### Televisieseries
Uitgezonderd eenmalige gastoptredens.
- 2015 Justified - als Joyce Kipling - 2 afl.
- 2012 - 2014 Broken at Love - als Ava Taylor - 9 afl.
- 1995 – 1996 Land's End – als Courtney Saunders – 22 afl.
- 1993 Running the Halls – als Karen Gilman – 13 afl.
- 1987 Moonlighting – als Rita Corley – 2 afl.
- 1987 Days of our Lives – als Leslie Landman - 20 afl.
- 1984 – 1985 Loving – als Colby Cantrell - ? afl.